# Tráfico sexual en Tailandia
Tailandia es un país de origen, destino y tránsito del tráfico sexual de personas. Con la publicación de su Informe sobre la Trata de Personas [TIP] de 2017, el Departamento de Estado de los Estados Unidos clasificó a Tailandia como país de la "Lista de Vigilancia de Nivel 2", lo que significa que si bien el gobierno tailandés está haciendo progresos sustanciales en el cumplimiento de las expectativas mínimas para la eliminación de la trata de personas, el número de víctimas es grave o va en aumento, y no hay pruebas suficientes de mejora. Esto coloca a Tailandia junto a otras 43 naciones en la Lista de Vigilancia de Nivel 2, incluyendo Arabia Saudita, Bangladés y Guatemala.

## Patrones de explotación
Con respecto a la trata sexual de ciudadanos tailandeses, existen dos patrones generales en Tailandia. El patrón más antiguo es aquel en el que se lleva a una persona de una aldea a una ciudad más grande, donde se la obliga a entrar en la industria del sexo. A veces, pueden ser transportadas a un país extranjero. Un patrón más reciente es aquel en el que una persona es transportada desde una aldea directamente a un país extranjero. La Fundación para la Mujer encontró que las mujeres en el patrón de reclutamiento directo de un solo paso tienen más probabilidades de estar expuestas a formas más duras de explotación sexual. Una vez que una persona es transportada al país de destino, es obligada a ejercer la prostitución, a veces sirviendo a la población local y a veces a los turistas sexuales, dependiendo del lugar. 
En Tailandia, las mujeres, hombres y niños locales son llevados hasta otros países, especialmente a los países asiáticos más ricos. Se estima que entre 100.000 y 200.000 mujeres tailandesas trabajan en varios sitios del extranjero donde se vende sexo. Sólo en Japón, el número de mujeres tailandesas víctimas de la trata oscila entre 50.000 y 70.000. La mayoría de estas mujeres tienen entre 12 y 16 años y son enviadas a burdeles en el país de destino.
La trata en Tailandia no se limita a los ciudadanos tailandeses; muchos migrantes de otros países son llevados a Tailandia para trabajar en la industria del sexo tailandesa. En años recientes ha habido numerosos casos de personas birmanas, camboyanas y laosianas que han sido llevadas a burdeles tailandeses en provincias del norte como Chiang Mai y Chiang Rai; a provincias centrales y del este como Trat, Samut Prakan, Samut Sakhon, Chonburi y Chumphon; y Songkhla, Narathiwat y Pattani cerca de la frontera sur de Malasia. Más de 80.000 personas han sido vendidas a la industria sexual tailandesa desde 1990. La mayoría de los trabajadores sexuales en Tailandia son extranjeros y más del 60% de las mujeres que entran al país para trabajar en la industria del sexo son menores de 18 años. Hay 75.000 niños prostituidos en Tailandia. Esto incluye tanto a los niños traficados en Tailandia como a los niños locales  

## Historia
Durante el siglo XVIII, Tailandia experimentó una importante industrialización, lo que provocó un aumento de los precios de los alimentos y de la tierra. Esto hizo que la gente se trasladara a trabajar en fábricas situadas en la ciudad. La gente que ganaba más dinero creó una mayor demanda de prostitución en la ciudad. 
El sexo comercial en Tailandia era una industria pequeña en aquel momento; la industria del sexo floreció principalmente durante las guerras de Corea y Vietnam, en las décadas de 1950 a 1970. Los hombres que combatían en estas guerras necesitaban una distracción, que las mujeres locales se encargaban de proveer. Las mujeres en Tailandia que vivían en áreas afectadas por la pobreza acudían en masa a los lugares donde estos hombres estaban destinados, ofreciendo servicios sexuales y obteniendo así un medio de ingresos. Después de las guerras, los inversionistas japoneses aumentaron sus inversiones en Tailandia, invirtiendo en arquitectura, electrónica y en la industria del sexo. 
Se estima que en los años noventa el número de personas que se dedicaban a la industria del sexo era de 400.000, de las cuales el 79% eran mujeres y niños. Hoy en día, la industria del sexo en Tailandia vale más de 6.400 millones de dólares y tiene entre 3 y 5 millones de clientes habituales.

## Presuntas causas
Tanto los académicos como los expertos son incapaces de ponerse de acuerdo sobre una causa específica por la que las personas entran en la industria del sexo a través de la trata. Las múltiples causas pueden clasificarse como económicas, responsabilidades familiares y creencias religiosas. Muchos sospechan que las personas venden sexo porque han sido coaccionadas, abandonadas, secuestradas o vendidas en una virtual esclavitud para pagar las deudas de sus padres.

### Causas económicas
La economía de Tailandia se considera una de las fuerzas motrices del tráfico porque muchas familias involucradas en la trata son de agricultores pobres, como los que viven en el norte. Lisa Rende Taylor, una antropóloga que ha realizado estudios sobre el tráfico sexual en Tailandia, encontró que el trabajo sexual comercial es una industria lucrativa basada en la desigualdad económica y las disparidades entre las áreas rurales de Tailandia y Bangkok, y entre Tailandia y las naciones asiáticas más ricas.
Los niños a menudo intentan vivir de otros trabajos como buscar entre los desperdicios, trabajar en talleres en los que son explotados o mendigar. Sin embargo, estos trabajos no están lo suficientemente bien pagados como para convencer a los niños de que no se dediquen a los trabajos mejor pagados de la industria del sexo. La prostitución puede representar para una niña una forma de ganar suficiente dinero para mantener y mejorar la propiedad y el estatus de su familia en su pueblo natal.
Los conflictos económicos no sólo influyen en los nativos de Tailandia, sino también en los que son objeto de trata en la propia Tailandia. Las víctimas de la trata que provienen de otras naciones son "fácilmente engañadas o atraídas porque enfrentan la pobreza, el desempleo, familias rotas y gobiernos inestables" en sus países de origen.

### Responsabilidad familiar
Otros expertos creen que la pobreza y la falta de educación no son las principales causas de la trata de personas en Tailandia, como se suele suponer. La investigación de Rende Taylor demostró cómo, entre los tailandeses, las niñas de familias tanto pobres como acomodadas pueden llegar a ser víctimas de la trata. Además, la educación aumenta el riesgo de que una niña rural sea víctima de la trata, debido a las expectativas y los costos que ocasiona  esa educación. Es decir, las niñas a las que se les permite estudiar hasta el noveno o incluso el duodécimo grado, en comparación con las hermanas que tal vez no hayan podido estudiar tanto tiempo, pueden tener grandes expectativas en cuanto a sus posibles ingresos, probablemente en un pueblo o ciudad más grande. Estas niñas corren un riesgo especial de ser reclutadas y forzadas a participar en el tráfico sexual, ya que, una vez en la ciudad, es posible que no puedan conseguir el trabajo que imaginaban, pero se sentirán reacias a regresar a casa sin un céntimo. Muchas personas involucradas en la industria del sexo también pueden sentir la obligación ante su familia de devolver los sacrificios del pasado, y el dinero se utiliza como una forma de mejorar el bienestar y el estatus de la familia.
Rende Taylor también encontró que cuando hay más de una hija en la familia, suele ser la hija mediana o más joven la que termina en la industria del sexo, no la mayor, como se suele suponer. La hija mayor de una familia tailandesa suele quedarse en casa para ayudar a sus padres a mantener la casa, la granja y a los hermanos menores. Se espera que las hijas de mediana edad ayuden económicamente a la familia. Las hijas menores generalmente reciben más educación que sus hermanas mayores debido a las ganancias de los hermanos mayores; sin embargo, esto puede ser un factor de riesgo para que las hijas menores sean reclutadas y/o forzadas a entrar en la industria del sexo también.

### Creencias religiosas
Más del 90% de la población de Tailandia es budista. Las creencias budistas, especialmente en el norte de Tailandia, contribuyen a que la comunidad acepte la prostitución y el tráfico sexual. Los budistas tailandeses sostienen que "el alma de cada persona habita en muchos cuerpos físicos a lo largo del tiempo, y la calidad de cada vida está influenciada por la reserva de méritos del alma". El mérito se puede ganar proporcionando ayuda a los padres, que puede ser a través de las ganancias del trabajo sexual, a pesar de la naturaleza del propio trabajo. El mérito obtenido bendeciría, en esencia, a las víctimas en su próxima vida, negando los efectos de haber estado involucrado en la industria del sexo. Las víctimas de la trata que se dedican a la prostitución transfieren anualmente casi 300 millones de dólares a sus familias en Tailandia.

## Industria del sexo en Tailandia
En Tailandia, se cree que cerca de 40.000 niños menores de 16 años trabajan en el comercio sexual, en clubes, bares y burdeles. Una encuesta realizada en 1998 mostró que el 54,01% de estos trabajadores se encontraban en el norte, el 28,9% en el noreste y el 9,67% en la región central. La prostitución de las personas traficadas y de los nativos es un negocio muy lucrativo. "Entre 1993 y 1995 se estima que la prostitución produjo un ingreso anual de entre 22,5 y 27 mil millones de dólares".  

### Métodos utilizados por los traficantes
Los métodos comunes de tráfico de personas incluyen, entre otros, la fuerza física, la coerción como forma de alivio para la deuda de la familia, el trabajo, el matrimonio, las amenazas y el robo de pasaportes. Las niñas también pueden ser secuestradas o atraídas a la industria con promesas de trabajos bien remunerados como bailarinas, camareras, empleadas domésticas o representantes de ventas.
El reclutamiento es otro método comúnmente utilizado por los traficantes. Las niñas son reclutadas a una edad temprana en la industria del sexo, a menudo por antiguas prostitutas que son agentes de un burdel o "salón de masajes". Estos agentes tienen una agenda específica. Exploran las aldeas pobres y cuando se encuentra una candidata potencial, el agente ofrece un pago inicial por la niña a sus padres. El agente regresa cuando la niña tiene 12 años para hacer el pago final y recoger la "mercancía".  

### Atractivo de mujeres jóvenes y niños.
Una de las razones por las que las mujeres jóvenes y las niñas pueden ser reclutadas de forma desproporcionada para la prostitución es la demanda de la clientela de la industria del sexo. Las promesas publicitarias de juventud, virginidad e inocencia han llevado a un aumento de la demanda de niños en el comercio sexual mundial. Las investigaciones han encontrado que las características que los hombres encuentran atractivas en las mujeres tailandesas son "simplicidad, lealtad, afecto e inocencia". 
Hay dos tipos de hombres que utilizan a los niños víctimas de la trata. El primer tipo es el de los abusadores preferenciales que buscan activamente relaciones sexuales con niños de una edad determinada El segundo tipo es el de los abusadores situacionales que podrían tener relaciones sexuales con niños si se les hace una oferta. Su preferencia sexual no es necesariamente para con los niños. Estos hombres son comúnmente turistas sexuales, o aquellos que viajan a otros países específicamente en busca de sexo. 
El creciente número de personas con SIDA es otra razón para el aumento del reclutamiento de niñas. La industria del sexo utiliza el SIDA como excusa "bajo la falsa pretensión de que las niñas más jóvenes no se infectarán con la enfermedad".

### Tráfico sexual de hombres y niños en Tailandia
En Tailandia se trafica con hombres y niños para tener relaciones sexuales, así como con mujeres y niñas. Aunque el gobierno tailandés y el movimiento mundial contra la trata les niegan en gran medida la condición de víctimas, son explotados de forma similar a las víctimas femeninas, pero se enfrentan a conjuntos específicos de vulnerabilidades. Los factores centrales que contribuyen a la vulnerabilidad de un hombre a ser traficado para sexo en Tailandia incluyen el origen nacional y étnico, el estatus de ciudadanía, el abuso de sustancias, la situación económica familiar, el historial de empleo (específicamente en la industria del sexo) y las prácticas locales de aplicación de la ley. Un gran número de trabajadores sexuales masculinos en Chiang Mai son migrantes de Myanmar o de las tribus montañosas vecinas en el norte de Tailandia y, debido a que el gobierno no les otorgará la ciudadanía, se ven forzados a buscar empleo en el sector laboral informal, donde se vuelven altamente vulnerables tanto al tráfico sexual como laboral. 
Los hombres y los niños que participan en la industria del sexo en Tailandia generalmente trabajan en salones de masajes, bares de espectáculos/KTV, o como ''independientes'' en una variedad de establecimientos, y un estudio realizado en 2017 sobre la prevalencia de hombres que trabajan en el comercio sexual de Chiang Mai encontró que el 80% de los encuestados tenían entre 15 y 24 años.  Los estudios han mostrado fuertes correlaciones entre el origen étnico y el área de la industria del sexo en la que un determinado hombre trabaja o es traficado,  en Chiang Mai, por ejemplo, la mayoría de los hombres birmanos migrantes que trabajan en el comercio sexual operan en bares y clubes nocturnos, mientras que los de las tribus de las colinas de Tailandia y otras partes del norte rural tienden a trabajar en los salones de masaje de la ciudad. Muchos hombres y niños de estos grupos étnicos minoritarios se ven arrastrados al comercio sexual explotador debido a los bajos salarios y a la discriminación que existe en otros sectores más formales de la economía (como la construcción o el trabajo en fábricas).   
Los hombres y los niños que participan en la industria del sexo en Tailandia disponen de pocos servicios jurídicos o sociales, y están sujetos a una compleja estigmatización social en torno a la negación de la condición de víctima masculina, junto con la discriminación contra la condición de migrante o de persona sin estado, el origen étnico, el idioma hablado, el nivel de alfabetización/educación y la sexualidad.

#### Reconocimiento de los hombres en la lucha mundial contra la trata
El que no se hable de ello,  la falta de defensa, servicios de apoyo legal/social y trabajo académico en torno a la explotación sexual de los hombres se puede atribuir a los discursos sociales más amplios que rodean la sexualidad masculina, la dominación y el comportamiento. Las representaciones mediáticas de la masculinidad y el dominio sexual contribuyen a la idea de que los hombres no pueden ser víctimas, especialmente en lo que respecta a los crímenes relacionados con el sexo. La falta de conocimiento y atención pública a la victimización y vulnerabilidad masculina se refleja fuertemente en la calidad de los servicios y la solidez de los marcos legales disponibles para las víctimas masculinas del tráfico sexual.  Dentro de los marcos de apoyo social para las víctimas masculinas que existen, las vulnerabilidades específicas de las diferentes poblaciones - en cuanto a nacionalidad y estatus migratorio, orientación sexual, uso de drogas, estatus socioeconómico y estado de salud - a menudo no se abordan, dejando las necesidades de grupos cruciales insatisfechas. El doble estigma que rodea a las víctimas masculinas del tráfico sexual, que implica la homosexualidad y el trabajo sexual en general, hace que sea increíblemente difícil para las víctimas masculinas presentarse y buscar ayuda, o incluso organizarse. Las víctimas masculinas son a menudo blanco legal de arrestos por prostitución, y enfrentan tasas más altas de violencia y brutalidad policial que las víctimas femeninas en lo que respecta al contacto con las fuerzas del orden.

### Riesgos para las personas víctimas de la trata
El VIH/SIDA, las enfermedades de transmisión sexual y el embarazo son los principales riesgos para los que participan en la industria del sexo. Es probable que la mayoría de las víctimas estén bajo el control de sus dueños después de haber sido traficadas a un nuevo país. Debido a esto, no están en posición de negociar con los clientes para protegerse de enfermedades o embarazos.
En la década de 1990, las trabajadoras del sexo tailandesas creían que se quedarían embarazadas o se contagiarían de una enfermedad sólo si era su destino. Debido a esta creencia, muchas de las víctimas femeninas nunca usaron anticonceptivos o recibieron chequeos médicos y, por lo tanto, corrían un mayor riesgo de contraer una enfermedad o quedar embarazadas.
Aunque el VIH/SIDA representa un riesgo importante para las víctimas del tráfico sexual en todas partes, algunos académicos critican las publicaciones académicas que existen específicamente en torno a los hombres y niños en la industria del sexo por centrarse demasiado en el VIH/SIDA y presentarlos como riesgos para la salud de la vida en la sociedad, en lugar de como víctimas que necesitan los mismos servicios de apoyo legal, psicológico y social que todos los demás. 

### Cultura de empresa
Según Boonyarit Nipavanit, un funcionario local de Mae Hong Son, las adolescentes suelen ser contratadas por sus superiores y por personalidades tanto del sector privado como del público, en una práctica conocida como "invita a la comida, acuéstate en la estera".

## Protección y prevención

### Leyes
En la década de 1990 se promulgaron varias leyes para ayudar a prevenir el tráfico sexual y proteger a las víctimas. 
En la década de 1990 se promulgaron varias leyes para ayudar a prevenir el tráfico sexual y proteger a las víctimas. También se aplicaron medidas legales para suprimir el tráfico sexual.
En 1996, Tailandia introdujo una nueva ley sobre la supresión y la prevención de la prostitución. La prostitución de adultos se considera un delito que "trastorna la moralidad pública" en Tailandia. Los condenados son multados y los menores son rehabilitados por la fuerza. Si los padres están directamente involucrados en la venta de sus hijos a los traficantes sexuales, también son severamente castigados.  
En 1997, Tailandia promulgó una nueva ley contra la trata de personas. Esta ley incluía a las mujeres, niñas y niños de todas las nacionalidades traídos a Tailandia. La ley tailandesa aún no ha reconocido formalmente a la población masculina adulta de víctimas que se ve afectada por el tema, un grupo altamente estigmatizado que a menudo se vuelve invisible tanto para los legisladores locales como para los defensores de la lucha contra la trata.
En 2008, Tailandia promulgó una nueva y amplia ley contra la trata de personas, la Ley contra la trata de personas BE 2551, con una definición de "trata de personas" acorde con la definición internacional contenida en el Protocolo de Palermo de la Convención de las Naciones Unidas contra la Delincuencia Organizada Transnacional. Así pues, esta ley penaliza la trata de personas, tanto sexual como laboral, de hombres, mujeres y niños de cualquier nacionalidad. 
Con respecto a la política, Tailandia inició un memorando de entendimiento para el tratamiento de la trata de mujeres y niños en 1999. Se trata de una directriz para que los organismos gubernamentales responsables emprendan acciones legales contra los traficantes y "presten asistencia social a los traficantes de mujeres y niños de Tailandia y de otras nacionalidades".  
Tailandia también está aplicando su segundo plan nacional para suprimir y prevenir la trata de personas. Los "planes de acción nacionales" son redactados por un comité nacional, que está compuesto por representantes de organizaciones gubernamentales y no gubernamentales.  
Además, Tailandia tiene una serie de memorandos de entendimiento bilaterales para la cooperación en la lucha contra la trata de personas con los gobiernos de Camboya (2003), la República Democrática Popular Lao (2005) y Myanmar (2009). Los memorandos de entendimiento entre Tailandia y Laos y entre Tailandia y Myanmar se ejecutan mediante planes de acción y reuniones de gestión de casos para tratar cuestiones transfronterizas. 

### Participación internacional
El Protocolo de Palermo sobre la trata de personas, que forma parte de la Convención de las Naciones Unidas contra la Delincuencia Organizada Transnacional, incluye una definición universal de la trata de personas y exige que los Estados partes presten, de ser posible y cuando proceda de conformidad con su legislación internacional, asistencia a las víctimas de la trata y establezcan mecanismos de cooperación. A diciembre de 2014 había sido ratificada por 166 países, incluida Tailandia.
Tailandia ratificó el Protocolo de Palermo el 17 de octubre de 2013. Es miembro del Proceso COMMIT (Iniciativa Ministerial Coordinada del Mekong contra la Trata de Personas), un marco de seis países contra la trata para la cooperación entre los gobiernos del Mekong de Camboya, China, la RDP Lao, Myanmar, Tailandia y Vietnam. El proceso de la COMMIT está respaldado por un MOU, que se lleva a cabo mediante planes de acción subregionales y planes de trabajo anuales nacionales. Por lo tanto, Tailandia está obligada a combatir la trata de personas, incluido el tráfico sexual, con un apoyo internacional sustancial. 